# Nathaniel Barton
Nathaniel Barton (* 9. November 1764; † 2. November 1828) war ein britischer Rechtsanwalt und Politiker.
Nathaniel Barton war der älteste Sohn von John Barton und dessen Frau Ann (geborene Bayly). Er war als Rechtsanwalt tätig. Im März 1820 wurde er in das House of Commons gewählt und vertrat dort den Wahlkreis Westbury bis November 1820.
Am 11. August 1804 heiratete er seine Cousine ersten Grades mütterlicherseits Elizabeth Thring († 1847). Aus der Ehe gingen ein Sohn und zwei Töchter hervor. 
Bartons Verwandtschaft mütterlicherseits entstammten einige Abgeordnete, beispielsweise saßen sein Onkel Nathaniel Bayly und sein Cousin ersten Grades Bryan Edwards ebenfalls im House of Commons.